# ایرندورف
ایرندورف (به آلمانی: Irndorf) یک شهر در آلمان است که در تاتلینگن واقع شده‌است. ایرندورف ۷۸۵ نفر جمعیت دارد.